# Hôte (informatique)
Un ordinateur hôte est un terme général pour décrire tout ordinateur relié à un réseau informatique, qu'il fournisse des services à d'autres systèmes ou utilisateurs (serveur informatique, ou « système hôte ») ou soit un simple client.
On utilise aussi le terme de système hôte pour désigner le système qui héberge un système virtuel par opposition à celui-ci. Le système virtuel utilise les ressources du système hôte. Cela s'appelle la virtualisation.
Un périphérique est l'hôte d'une machine serveur quand il y est raccordé en tant que client.
La modélisation CIM Schema attribue à ce concept la classe CIM_ComputerSystem, pour tous les systèmes d'exploitation.